# Успенська церква (Валява)
Церква Успіння Пресвятої Богородиці (місцева назва: Успенська церква) — дерев'яна церква кіцманської групи буковинської школи УЦА, поєднання «хатнього» та гуцульського типів у селі Валява Чернівецької області.

## Архітектура
В основі будівлі лежить архаїчний тип тридольної церкви з квадратними зрубами, накритим високим скатним дахом з великим виносом, що прикриває невисокі зрізані пірамідальні верхи вівтаря і бабинця. На відміну від класичних зразків церков «хатнього» типу, більш розвинутий верх нави прорізає масив даху, виступаючи з нього широким четвериком, який переходить у восьмерик з невисоким шатровим завершенням, увінчаним главкою. Церква має пірамідальний силует. 
Характерна для української дерев'яної архітектури дзвіниця, розташована на південь від церкви, побудована у ХІХ столітті. Вона дерев’яна, двоярусна, каркасна, обшита тесом. На другому ярусі дзвіниці влаштована аркада для дзвонів. Широкий між'ярусний залом та невисокий шатровий дах вкриті ґонтом. У другому заломі прорізані голосники.

## Історія
У своєму первісному вигляді церква до наших часів не дійшла. Те, що ми маємо сьогодні: кам'яний фундамент, обшиті тесом стіни – результат її перебудови у ХІХ столітті. 
Спочатку дах її був оббитий гонтом, а зруби залишалися не оббитими дошками. 2008 року була проведена остання на сьогодні реставрація храму. Приурочили її до 230-річчя храму. На жаль, розуміння збереження історичної цінності та реставрації у виконавців та замовників було відсутнє: дах церкви зашили бляхою, а тес, яким покриті зруби, замалювали у темно-зелений колір.
Із нагоди 230-ти річчя у 2008 році проведено реставраційні роботи: дахи церкви були вкриті бляхою .
Весь період свого існування храм був постійно діючим. 